# 馬沙霸機場
馬沙霸国际機場是一個位於斯威士蘭最大城市曼齊尼附近的馬沙霸工业区的機場。2014年以前是斯威士兰唯一的国际机场，恩史瓦帝三世國際機場於2014年啟用後取代本機場。
馬沙霸機場离首都墨巴本约25公里。

## 历史
跑道和机场建筑是1960年代建造的，1970年代扩建。

## 2010年代
从1980年开始就有计划在斯威士蘭的东部，哈雷恩皇家国家公园附近，建造一座新的国际机场，这座新机场的工程从1993年开工。新机场建成后馬沙霸機場将完全交付斯威士蘭空军使用。

## 飞往目标
斯威士蘭航空每天有四班飞往约翰内斯堡的班机。南非航空与南非航空連結和南非航空快運有每天多次班號共用去往约翰内斯堡的班机。

## 航空公司及航點
- 斯威士蘭航空（約翰內斯堡）
- 南非航空連結（約翰內斯堡）

## 外部連結
- 機場資料
- 機場資料 （页面存档备份，存于）